# Alfred Pizella
Ne doit pas être confondu avec Stéphane Pizella.
Alfred Pizella, ou Fred Pizella, né le 29 mars 1897 à Naples, en Italie, et mort le 9 août 1937  à Sainte-Colombe-la-Campagne, dans l'Eure, est un acteur et chanteur français.

## Biographie
Alfred Pizella fait des débuts prometteurs à la Gaité-Rochechouart, music-hall de revues au 15, boulevard de Rochechouart. Il est le compère d'une revue dont Jeanne Marceau est la commère.
Alfred Pizella fait dans les années 1920 et 1930 une brillante carrière de comédien chanteur, notamment aux côtés de Maurice Chevalier et de Mistinguett. Parallèlement, il enregistre, pendant cette période plusieurs dizaines de disques.
Il crée, au Palace, la version française de la romance : Ce n'est que votre main, Madame...
En 1930, il ouvre à Paris, rue Sainte-Anne, un cabaret et bar américain, Chez Pizella. Des artistes de renom s'y produiront, tels Lucienne Boyer, Pierre Dac, Mireille Ponsard, Lucy Murat, Henri Bradlay, Christiane Dor ou encore Mauricet, Suzanne Dehelly.
Dans le même temps, il commence, au cinéma, une carrière d'acteur, et tourne essentiellement des comédies.
Il meurt en 1937 dans un accident de voiture, à 20 km d'Évreux, en revenant de Deauville.

## Filmographie
- 1931 : Gagne ta vie d'André Berthomieu

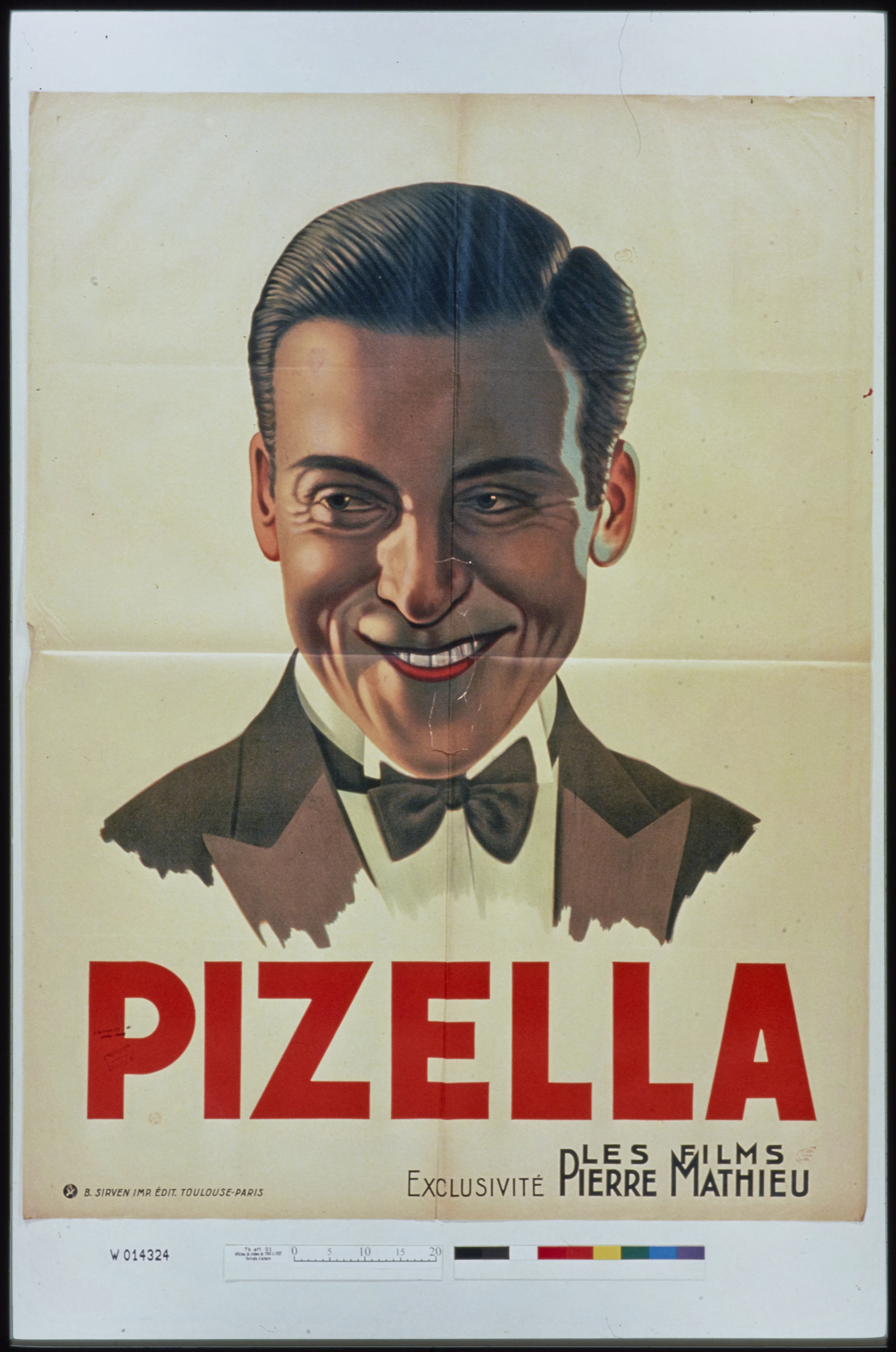
Affiche en 1932.

- 1932 : Paris-Soleil de Jean Hémard
- 1933 : Le Chemin du bonheur de Jean Mamy
- 1935 : Les Époux célibataires de Jean Boyer
- 1936 : Les Gais Lurons de Jacques Natanson et Paul Martin
- 1936 : Les Deux Favoris d'André Hornez
- 1936 : La Souris bleue de Pierre-Jean Ducis
- 1937 : La Peau d'un autre de René Pujol

## Revues et opérettes
- Paris en fleurs d'Albert Willemetz et Henri Christiné, 1925
- Paris-New York d'Albert Willemetz, Saint-Granier, Jean Le Seyeux, 1927
- Lulu de Serge Veber, Philippe Parès, Georges Van Parys, 1927
- Paris-Miss, 1929, avec Mistinguett
- Paris-Madrid de Léo Lelièvre, Henri Varna et Fernand Rouvray, 1929
- Bob de Jean Bastia, Paul Saint-Georges, Julien Feiner, 1928
- Couss-Couss de Jean Guitton, Philippe Parès, Georges Van Parys 1931
- Xantho chez les courtisanes de Jacques Richepin, Marcel Lattès, 1932[8].
- Loulou et ses boys de Marc-Cab, Paul Farge, Pierre Bayle, Michel Emer, Georges Sellers, 1933

## Annonce de décès
« Mort tragique du chanteur Pizella
Sur la route de Lisieux, au hameau de la Commanderie, dans l'Eure, a eu lieu un grave accident qui devait coûter la vie au chanteur Alfred Pizella.
Pizella, après avoir débuté dans une revue de music-hall, il y a une dizaine d'années, avait voulu faire du cinéma. II tourna quelques films en France et en Allemagne. Mais où il brilla surtout, c'est dans sa boite de nuit, « Chez Pizella », aux environs de l'Opéra. »

— Le Rhône, 13 août 1937